# Goldsmith Channel
Der Goldsmith Channel (deutsch „Goldsmith-Kanal“) ist eine etwa 100 km lange Meerenge im kanadisch-arktischen Archipel, im Arktischen Ozean gelegen, innerhalb des kanadischen Territoriums Nunavut. Er trennt die Stefansson-Insel im Norden von der zur Victoria-Insel gehörenden Stockerson-Halbinsel im Süden. Dabei verbindet er den Viscount-Melville-Sund im Nordwesten mit dem McClintock-Kanal im Südosten. Die Breite des Goldsmith Channels verringert sich trichterförmig von Nordwest (rund 15 km) nach Südost mit nur noch wenigen hundert Metern. Das flache Gewässer beinhaltet in diesem Bereich zahlreiche Inseln.
Die Meerenge ist benannt nach dem RAF-Piloten John Goldsmith († 2002), der von Luft aus zahlreiche Entdeckungen in der kanadischen Arktis machte.